# Vila Nova do Sul
Vila Nova do Sul är en kommun i Brasilien.   Den ligger i delstaten Rio Grande do Sul, i den södra delen av landet, 1 700 km söder om huvudstaden Brasília. Antalet invånare är 4 221.
Trakten runt Vila Nova do Sul består i huvudsak av gräsmarker. Runt Vila Nova do Sul är det glesbefolkat, med 8 invånare per kvadratkilometer.